# 阿氏燈眼蜥魚
阿氏燈眼蜥魚（学名：Ipnops agassizi），又名阿氏爐眼魚或燈眼蜥魚，为輻鰭魚綱仙女魚目燈眼蜥魚科爐眼魚屬下的一个种，為深海底棲性魚類，分布於東大西洋及印度洋、太平洋熱帶至亞熱帶海域，深度1392-4163公尺，體長可達14.5公分，棲息在大陸坡底層水域，生活習性不明。